# Skateboarding la Jocurile Olimpice de vară din 2020 - street masculin
Proba de skateboarding street masculin de la Jocurile Olimpice de vară din 2020 a avut loc la 25 iulie 2021 la Ariake Urban Sports Park.

## Program
Orele sunt ora Japoniei (UTC+9) 
| Data                    | Timp | Etapă             |
| ----------------------- | ---- | ----------------- |
| Duminică, 25 iulie 2021 | 9:00 | Calificări Finala |

## Rezultate

### Calificări
Primii 8 concurenți din cei 20 au avansat în finală.
| Loc | Serie | Skateboarder        | Țară                       | Run  | Run  | Trick | Trick | Trick | Trick | Trick | Total |
| Loc | Serie | Skateboarder        | Țară                       | 1    | 2    | 1     | 2     | 3     | 4     | 5     | Total |
| --- | ----- | ------------------- | -------------------------- | ---- | ---- | ----- | ----- | ----- | ----- | ----- | ----- |
| 1   | 3     | Aurélien Giraud     | Franța                     | 9,00 | 8,85 | 8,63  | 0,00  | 8,94  | 9,09  | 0,00  | 35,88 |
| 2   | 1     | Jagger Eaton        | Statele Unite ale Americii | 8,58 | 8,52 | 0,00  | 7,95  | 8,63  | 0,00  | 9,34  | 35,07 |
| 3   | 3     | Nyjah Huston        | Statele Unite ale Americii | 7,52 | 8,12 | 0,00  | 0,00  | 8,66  | 9,13  | 8,96  | 34,87 |
| 4   | 2     | Kelvin Hoefler      | Brazilia                   | 7,43 | 8,15 | 8,81  | 0,00  | 0,00  | 9,23  | 8,50  | 34,69 |
| 5   | 1     | Vincent Milou       | Franța                     | 7,15 | 8,25 | 9,11  | 8,27  | 8,74  | 0,00  | 0,00  | 34,36 |
| 6   | 2     | Yuto Horigome       | Japonia                    | 8,41 | 7,58 | 8,76  | 9,00  | 5,55  | 0,00  | 0,00  | 33,75 |
| 7   | 4     | Angelo Caro Narvaez | Peru                       | 1,01 | 6,96 | 0,00  | 8,99  | 8,60  | 8,38  | 0,00  | 32,93 |
| 8   | 4     | Gustavo Ribeiro     | Portugalia                 | 7,39 | 7,50 | 8,45  | 8,19  | 0,00  | 8,52  | 0,00  | 32,66 |
| 9   | 2     | Sora Shirai         | Japonia                    | 7,99 | 6,72 | 7,54  | 7,42  | 8,57  | 0,00  | 0,00  | 31.52 |
| 10  | 1     | Micky Papa          | Canada                     | 6,66 | 5,50 | 9,01  | 0,00  | 0,00  | 0,00  | 9,22  | 30,39 |
| 11  | 2     | Jake Ilardi         | Statele Unite ale Americii | 6,85 | 6,75 | 8,02  | 0,00  | 0,00  | 7,41  | 0,00  | 29,03 |
| 12  | 4     | Giovanni Vianna     | Brazilia                   | 7,22 | 7,10 | 0,00  | 7,57  | 0,00  | 6,26  | 0,00  | 28,15 |
| 13  | 4     | Axel Cruysberghs    | Belgia                     | 6,52 | 7,00 | 0,00  | 5,15  | 0,00  | 0,00  | 6,14  | 24,81 |
| 14  | 1     | Felipe Gustavo      | Brazilia                   | 8,49 | 7,24 | 0,00  | 0,00  | 0,00  | 0,00  | 9,02  | 24,75 |
| 15  | 1     | Luis Gonzales Ortiz | Columbia                   | 4,92 | 5,22 | 7,43  | 6,00  | 0,00  | 0,00  | 0,00  | 23,57 |
| 16  | 2     | Shane O'Neill       | Australia                  | 4,66 | 6,23 | 8,63  | 0,00  | 0,00  | 0,00  | 0,00  | 19,52 |
| 17  | 4     | Yukito Aoki         | Japonia                    | 5,32 | 5,69 | 7,59  | 0,00  | 0,00  | 0,00  | 0,00  | 18,60 |
| 18  | 3     | Brandon Valjalo     | Africa de Sud              | 3,18 | 1,24 | 0,00  | 5,42  | 6,57  | 0,00  | 0,00  | 16,41 |
| 19  | 3     | Manny Santiago      | Puerto Rico                | 2,21 | 3,24 | 0,00  | 0,00  | 0,00  | 0,00  | 0,00  | 5,45  |
| 20  | 3     | Matt Berger         | Canada                     | 2,01 | 2,01 | 0,00  | 0,00  | 0,00  | 0,00  | 0,00  | 4,02  |

### Finala
Sursa:
| Loc | Skateboarder        | Țară                       | Run  | Run  | Trick | Trick | Trick | Trick | Trick | Total |
| Loc | Skateboarder        | Țară                       | 1    | 2    | 1     | 2     | 3     | 4     | 5     | Total |
| --- | ------------------- | -------------------------- | ---- | ---- | ----- | ----- | ----- | ----- | ----- | ----- |
| 1   | Yuto Horigome       | Japonia                    | 8,02 | 6,77 | 9,03  | 0,00  | 9,35  | 9,50  | 9,30  | 37,18 |
| 2   | Kelvin Hoefler      | Brazilia                   | 8,98 | 8,84 | 8,99  | 0,00  | 0,00  | 7,58  | 9,34  | 36,15 |
| 3   | Jagger Eaton        | Statele Unite ale Americii | 8,20 | 9,05 | 0,00  | 8,70  | 9,40  | 0,00  | 0,00  | 35,35 |
| 4   | Vincent Milou       | Franța                     | 7,87 | 5,54 | 9,23  | 0,00  | 8,34  | 0,00  | 8,70  | 34,14 |
| 5   | Angelo Caro Narvaez | Peru                       | 7,01 | 6.89 | 9,00  | 0,00  | 0,00  | 8,65  | 8,21  | 32,87 |
| 6   | Aurélien Giraud     | Franța                     | 4,21 | 7,20 | 8,68  | 0,00  | 9,00  | 0,00  | 0,00  | 29,09 |
| 7   | Nyjah Huston        | Statele Unite ale Americii | 7,90 | 9,11 | 9,09  | 0,00  | 0,00  | 0,00  | 0,00  | 26,10 |
| 8   | Gustavo Ribeiro     | Portugalia                 | 7,23 | 5,82 | 0,00  | 0,00  | 0,00  | 0,00  | 2,00  | 15,05 |